# Blaye-les-Mines
 Blaye-les-Mines  es una población y comuna francesa, ubicada en la región de Mediodía-Pirineos, departamento de Tarn, en el distrito de Albi y cantón de Carmaux-Sud.

## Demografía
| 5898 | 5526 | 4563 | 3919 | 3227 | 2944 |
| Para los censos de 1962 a 1999 la población legal corresponde a la población sin duplicidades (Fuente: INSEE [Consultar]) |      |      |      |      |      |